# Hemilexomyia spinosa
Hemilexomyia spinosa är en stekelart som beskrevs av John W. Early 1980. Hemilexomyia spinosa ingår i släktet Hemilexomyia och familjen hyllhornsteklar. Inga underarter finns listade i Catalogue of Life.